# Mastigodryas melanolomus
La lagartijera (Mastigodryas melanolomus)  es una especie de serpiente que pertenece a la familia Colubridae. Es nativo de México, Belice, Guatemala, El Salvador, Honduras, Costa Rica, Panamá, Colombia y Ecuador. Su hábitat se compone de bosque tropical de tierras bajas y premontano. Su rango altitudinal oscila entre 0 y 1040 m s. n. m..

## Taxonomía
Se reconocen las siguientes subespecies:
- Mastigodryas melanolomus laevis (Fischer, 1881)
- Mastigodryas melanolomus melanolomus (Cope, 1868)
- Mastigodryas melanolomus slevini (Stuart, 1933)
- Mastigodryas melanolomus stuarti (Smith, 1943)
- Mastigodryas melanolomus tehuanae (Smith, 1943)
- Mastigodryas melanolomus veraecrucis (Stuart, 1941)